# Bayern Múnich sub-19
El Bayern Múnich sub-19, es la denominación dada al equipo de futbolistas juveniles de las categorías sub-19 del Bayern de Múnich Junior, el cual hace referencia a las categorías inferiores y de formación de fútbol del Bayern Múnich. Disputan sus partidos como local en el Grünwalder Stadion, Múnich, Alemania.
La categoría sub-19 es la primera de las categorías inferiores del club, inmediatamente por debajo del equipo filial, el Bayern Múnich II.
El Bayern Múnich suele tener dos plantillas, una que utiliza para los partidos de liga y otra similar donde se suelen añadir jugadores de otras categorías, para disputar la Liga Juvenil de la UEFA.

## Instalaciones
El Bayern Múnich sub-19 disputa sus partidos en el Grünwalder Stadion, el cual es un estadio de usos múltiples en Múnich, Alemania que posee un aforo de 12 500 espectadores. 
Fue construido el 21 de mayo de 1911 y fue el estadio del TSV 1860 Múnich hasta 1995. Su rival, el Bayern Múnich, también jugó en el estadio desde 1926 hasta 1972, cuando se mudaron al nuevo Olympiastadion en 1972. 

### Otros complejos
En la ciudad deportiva también se encuentra la Säbener Straße, un Centro de Alto Rendimiento, compuesto por una sala de pesas y fitness, sala de masajes, oficina de entrenadores, bibliotecas, vestuarios, duchas, zonas de reuniones familiares, cafeterías, sala de aprendizaje interactivo usado principalmente para el aprendizaje de idiomas y ofimática. La sede también posee lugares para la relajación y esparcimiento como piscinas, el auditorio y un cine propio.
El campo de entrenamiento de Säbener Straße suele ser usado por todos los equipos del Bayern Múnich, desde el primer equipo a los benjamines. De los cinco campos existentes, dos de ellos cuentan con calefacción bajo césped. En total cuenta con 80.000 m², donde también se encuentran dos campos de césped artificial, un campo de vóley-playa y un pabellón multiusos.
Las instalaciones de entrenamiento para los profesionales y los juveniles se hallan en München-Giesing. Hay cuatro canchas de césped, una de ellas es de césped artificial y otra es multifuncional.
El local de los jugadores fue abierto en 1990 y fue reconstruido en la temporada de 2007-08 según las sugerencias del técnico, Jürgen Klinsmann  quien tomó inspiración de otros clubes. El local se denomina ahora centro de funcionamiento e incluye un centro de ejercicios para bajar de peso y mantenerse en forma, una unidad de masaje, un vestidor, las oficinas de los técnicos, y un salón de conferencias. Además hay un café, una biblioteca y una sala de aprendizaje electrónico.
En la sede principal del Bayern está también la academia de jóvenes, con viviendas para más de 13 talentos en las afueras de la ciudad. Al ser parte, los jugadores promesa de la cantera pueden mejorar y avanzar como futbolistas. Algunos de los que pasaron por la academia son Owen Hargreaves, Michael Rensing, Bastian Schweinsteiger, Philipp Lahm, Holger Badstuber y Thomas Müller.
El Centro de formación del Bayern de Múnich es un complejo deportivo ubicado en la ciudad de Múnich que actualmente se encuentra en obras. Desde el 16 de octubre de 2015 sirve como el centro de formación de los equipos juveniles del club. Su culminación esta prevista para el 2017, junto con una academia de fútbol, ocho nuevos campos de fútbol y una sala polivalente para los jugadores de balonmano y baloncesto.
El centro cuenta con aproximadamente 30 hectáreas, vendidas por el estado al club alemán en 2006, y está ubicado en la antigua sede de los cuarteles Fürst-Wrede en el Ingolstädter Straße en el norte de Múnich, 2,5 km al suroeste del Allianz Arena en el distrito Freimann. Los costes de este centro se han calculado en 70 000 000 euros. El objetivo del complejo es aliviar la carga de trabajo que actualmente posee la Säbener Straße en el distrito de Giesing.

## Plantilla
Actualizado: 4 de julio de 2023
Entrenador:  Martín Demichelis

## Palmarés
- Bundesliga sub-19 (3): 2001, 2002, 2004
  - Subcampeón (4): 1998, 2006, 2007, 2012

- A-Junioren Bundesliga Süd/Südwest (2): 2011-12, 2012-13

- Bundesliga sub-19 South/Southwest (2): 2004, 2007

- Southern German Under 19 championship (2): 1950, 1954

- Bayernliga sub-19 (11): 1950, 1954, 1966, 1972, 1973, 1981, 1985, 1987, 1991, 1992, 1994–96
  - Subcampeón (5): 1946, 1960, 1964, 1980, 1999